# شب زیر آسمان
شب زیر آسمان فیلمی به کارگردانی  و نویسندگی غلامرضا رضوی ساختهٔ سال ۱۳۷۹ است.

## بازیگران
- سعید دانشور
- فرشید نوایی